# Plecturocebus caquetensis
Plecturocebus caquetensis (лат.) — вид приматов из семейства саковых. Эндемик Колумбии, где встречается на территории департамента Какета.
В 2010 году описан Defler, Bueno и Garcia как Callicebus caquetensis. В 2016 году по результатам молекулярно-генетических исследований Byrne с коллегами перенесли его в род Plecturocebus.

## Описание
Шерсть в основном коричневая, хвост светло-коричневый, брюхо, грудь, шея и щёки каштаново-красные, борода красная. Внешне похож на украшенного прыгуна и Callicebus discolor, отличаясь от них отсутствием белой отметины на лбу и цветом шерсти на ступнях и ладонях.

## Поведение
Все из 13 изученных групп этих животных имели единственного половозрелого самца, одну самку и от одного до четырёх детёнышей. Средний размер группы составил 4,1 особи, что является нормой среди прыгунов. Как и у других видов, частота рождений примерно равна одному детёнышу в год. Детёныши, когда довольны, издают мурлыкающие звуки, похожие на кошачьи. В рационе в основном фрукты, дополнением к рациону служат молодые листья и семена.

## Статус популяции
Международный союз охраны природы присвоил виду охранный статус «Находящиеся на грани полного исчезновения». По оценкам авторов таксона, численность популяции этих приматов вряд ли превышает 250 взрослых особей. Ареал сильно фрагментирован, его площадь составляет около 100 км2, причём эти прыгуны встречаются лишь на 10 % площади ареала.